# NASCAR Winston Cup 1980
De NASCAR Winston Cup 1980 was het 32e seizoen van het belangrijkste NASCAR kampioenschap dat in de Verenigde Staten gehouden wordt. Het seizoen startte op 19 januari met de Winston Western 500 en eindigde op 15 november met de Los Angeles Times 500. Dale Earnhardt won het kampioenschap voor de eerste keer in zijn carrière. De trofee rookie of the year werd uitgereikt aan Jody Ridley.

## Races
Top drie resultaten, exhibitie- en kwalificatiewedstrijden staan niet vermeld.
| '  | Datum  | Race                    | Circuit                         | Winnaar         | Tweede          | Derde           |
| 1  | 19-jan | Winston Western 500     | Riverside International Raceway | Darrell Waltrip | Dale Earnhardt  | Richard Petty   |
| 2  | 17-feb | Daytona 500             | Daytona International Speedway  | Buddy Baker     | Bobby Allison   | Neil Bonnett    |
| 3  | 24-feb | Richmond 400            | Richmond International Raceway  | Darrell Waltrip | Bobby Allison   | Richard Petty   |
| 4  | 9-mrt  | Carolina 500            | North Carolina Speedway         | Cale Yarborough | Richard Petty   | Dale Earnhardt  |
| 5  | 16-mrt | Coca-Cola 500           | Atlanta Motor Speedway          | Dale Earnhardt  | Rusty Wallace   | Bobby Allison   |
| 6  | 30-mrt | Valleydale 500          | Bristol Motor Speedway          | Dale Earnhardt  | Darrell Waltrip | Bobby Allison   |
| 7  | 13-apr | CRC Chemicals Rebel 500 | Darlington Raceway              | David Pearson   | Benny Parsons   | Harry Gant      |
| 8  | 20-apr | Northwestern Bank 400   | North Wilkesboro Speedway       | Richard Petty   | Harry Gant      | Bobby Allison   |
| 9  | 27-apr | Virginia 500            | Martinsville Speedway           | Darrell Waltrip | Benny Parsons   | Richard Petty   |
| 10 | 4-mei  | Winston 500             | Talladega Superspeedway         | Buddy Baker     | Dale Earnhardt  | David Pearson   |
| 11 | 10-mei | Music City USA 420      | Music City Motorplex            | Richard Petty   | Benny Parsons   | Cale Yarborough |
| 12 | 18-mei | Mason-Dixon 500         | Dover International Speedway    | Bobby Allison   | Richard Petty   | Buddy Baker     |
| 13 | 25-mei | World 600               | Charlotte Motor Speedway        | Benny Parsons   | Darrell Waltrip | Terry Labonte   |
| 14 | 1-jun  | NASCAR 400              | Texas World Speedway            | Cale Yarborough | Richard Petty   | Bobby Allison   |
| 15 | 8-jun  | Warner W. Hodgdon 400   | Riverside International Raceway | Darrell Waltrip | Neil Bonnett    | Benny Parsons   |
| 16 | 15-jun | Gabriel 400             | Michigan International Speedway | Benny Parsons   | Cale Yarborough | Buddy Baker     |
| 17 | 4-jul  | Firecracker 400         | Daytona International Speedway  | Bobby Allison   | David Pearson   | Dale Earnhardt  |
| 18 | 12-jul | Busch Nashville 420     | Music City Motorplex            | Dale Earnhardt  | Cale Yarborough | Benny Parsons   |
| 19 | 27-jul | Coca-Cola 500           | Pocono Raceway                  | Neil Bonnett    | Buddy Baker     | Cale Yarborough |
| 20 | 3-aug  | Talladega 500           | Talladega Superspeedway         | Neil Bonnett    | Cale Yarborough | Dale Earnhardt  |
| 21 | 17-aug | Champion Spark Plug 400 | Michigan International Speedway | Cale Yarborough | Neil Bonnett    | Donnie Allison  |
| 22 | 23-aug | Busch Volunteer 500     | Bristol Motor Speedway          | Cale Yarborough | Dale Earnhardt  | Darrell Waltrip |
| 23 | 1-sep  | Southern 500            | Darlington Raceway              | Terry Labonte   | David Pearson   | Harry Gant      |
| 24 | 7-sep  | Capital City 400        | Richmond International Raceway  | Bobby Allison   | Richard Petty   | Lennie Pond     |
| 25 | 14-sep | CRC Chemicals 500       | Dover International Speedway    | Darrell Waltrip | Harry Gant      | Buddy Baker     |
| 26 | 21-sep | Holly Farms 400         | North Wilkesboro Speedway       | Bobby Allison   | Darrell Waltrip | Dave Marcis     |
| 27 | 28-sep | Old Dominion 500        | Martinsville Speedway           | Dale Earnhardt  | Buddy Baker     | Cale Yarborough |
| 28 | 5-okt  | National 500            | Charlotte Motor Speedway        | Dale Earnhardt  | Cale Yarborough | Buddy Baker     |
| 29 | 19-okt | American 500            | North Carolina Speedway         | Cale Yarborough | Harry Gant      | Darrell Waltrip |
| 30 | 2-nov  | Atlanta Journal 500     | Atlanta Motor Speedway          | Cale Yarborough | Neil Bonnett    | Dale Earnhardt  |
| 31 | 15-nov | Los Angeles Times 500   | Ontario Motor Speedway          | Benny Parsons   | Neil Bonnett    | Cale Yarborough |

## Eindstand - Top 10
| 1  | Dale Earnhardt    | 4661 |
| 2  | Cale Yarborough   | 4642 |
| 3  | Benny Parsons     | 4278 |
| 4  | Richard Petty     | 4255 |
| 5  | Darrell Waltrip   | 4239 |
| 6  | Bobby Allison     | 4020 |
| 7  | Jody Ridley       | 3972 |
| 8  | Terry Labonte     | 3766 |
| 9  | Dave Marcis       | 3745 |
| 10 | Richard Childress | 3742 |